# بيت هاوكس
بيت هاوكس (بالإنجليزية: Pete Hawkes)‏ هو ملحن أسترالي، ولد في 28 مايو 1965.

## وصلات خارجية
- بيت هاوكس على موقع ميوزك برينز (الإنجليزية)